# Бенавенти (район)
Бенаве́нти (порт. Benavente) — район (фрегезия) в Португалии, входит в округ Сантарен. Является составной частью муниципалитета Бенавенти. По старому административному делению входил в провинцию Рибатежу. Входит в экономико-статистический субрегион Лезирия-ду-Тежу, который входит в Алентежу. Население составляет 8310 человек на 2001 год. Занимает площадь 129,33 км².